# بامفيلوس
بامفيلوس (النصف الأخير من القرن الثالث - 16 فبراير 309 م) كان قسيسًا من قيصرية وباحثًا بارزًا في الكتاب المقدس في عصره. وهو صديق مقرب ومعلم ليوسابيوس القيصري الذي وثق حياة بامفيلوس ومسيرته المهنية في كتاب مكون من ثلاثة أجزاء بعنوان "فيتا"، والذي فُقد منذ ذلك الحين.